# Каноэ с парусом

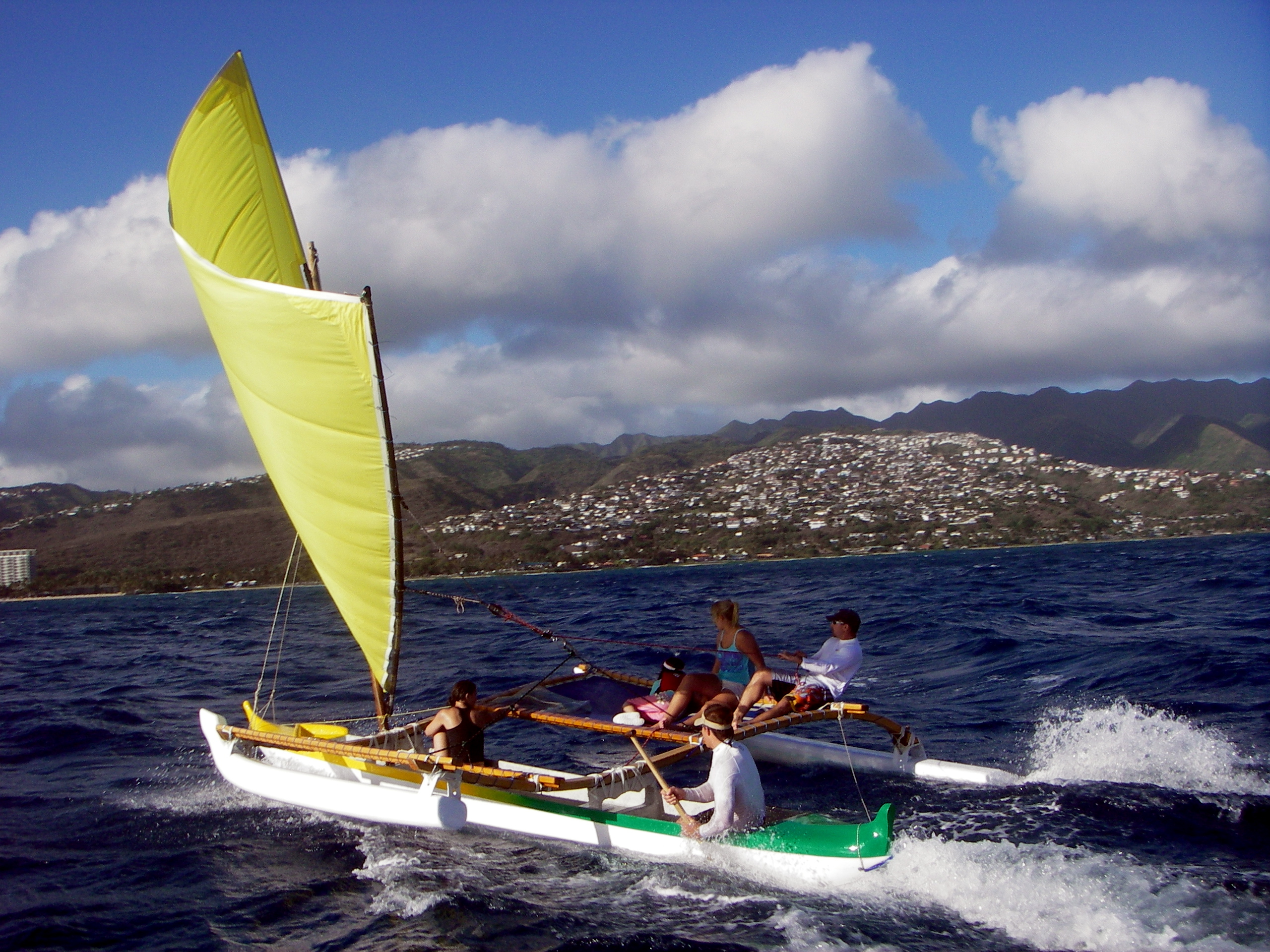
Полинезийское каноэ с парусом, Гавайские острова

Говоря о каноэ с парусом, обычно имеют в виду или полинезийское каноэ с балансиром или каноэ западного типа, к которому крепят парус.
Первые каноэ с парусом возникли в Полинезии более 1000 лет назад. Каноэ делали из природных материалов, паруса — из сплетённых пальмовых листьев, корпус — из дерева.

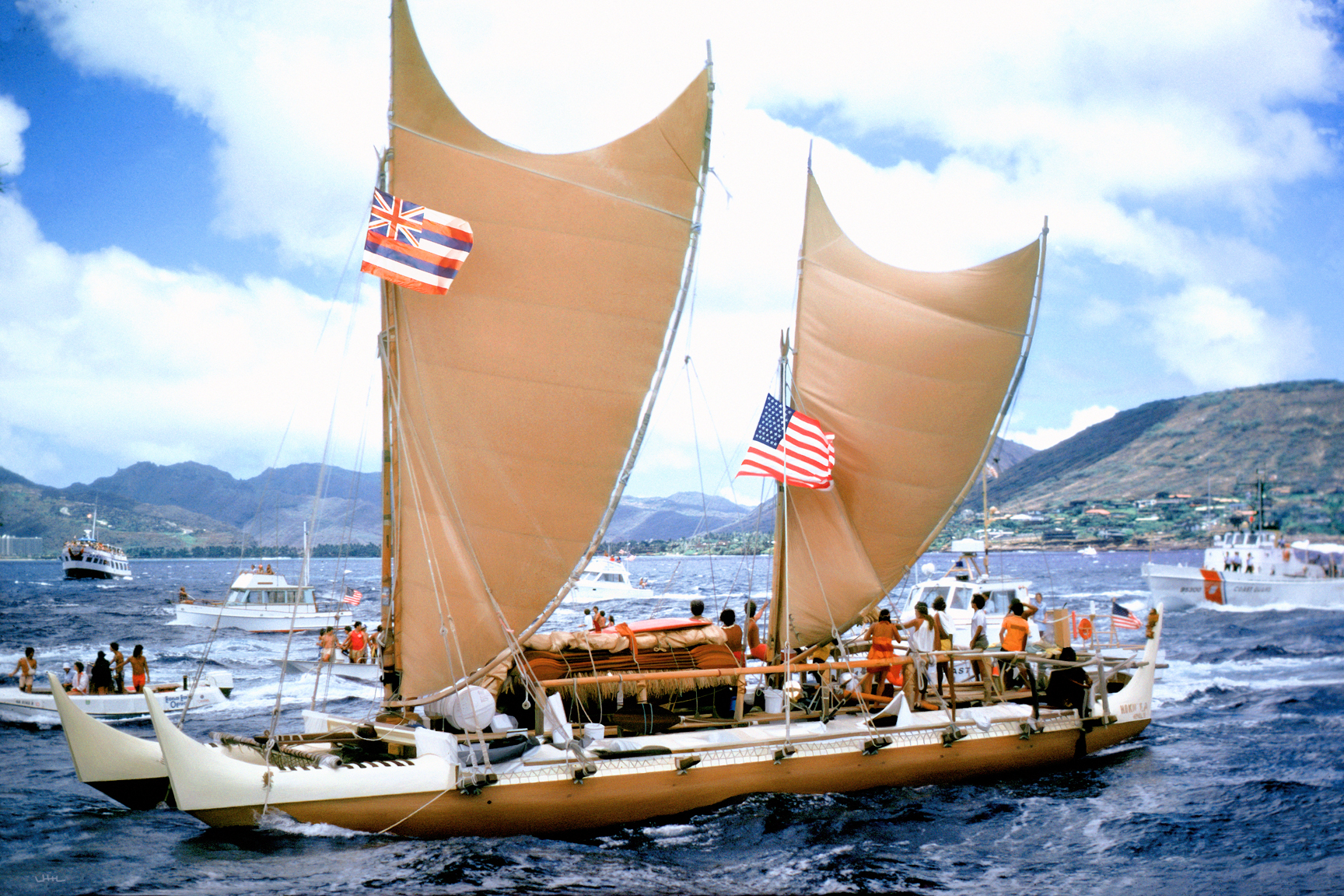
Хокулеа, реконструкция традиционного полинезийского каноэ для путешествий

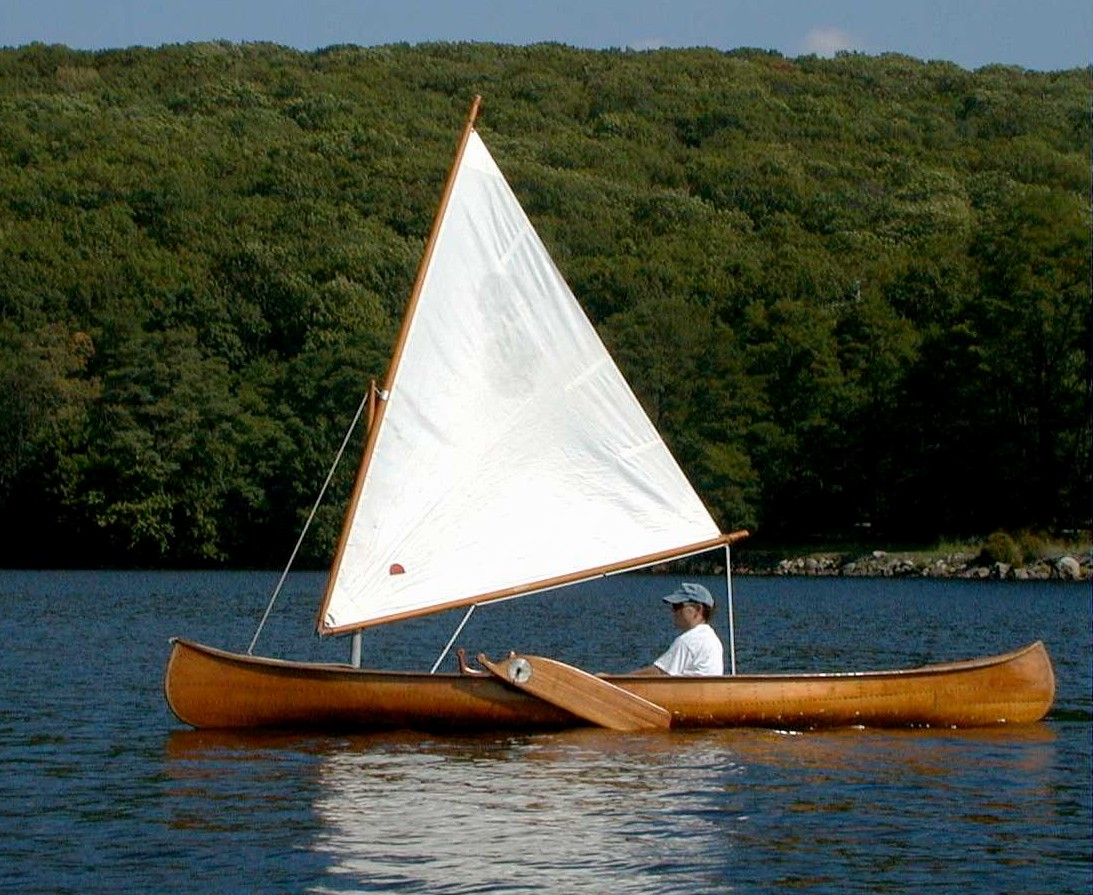

Джона Макгрегора считают первым, который сконструировал современные каноэ с парусом. В течение 1860-х годов у него было по меньшей мере 7 лодок, созданных им самим и названных одинаково «Роб Рой». На них он путешествовал под парусом и на вёслах по Европе, Балтике и Ближнему Востоку.
В 1883 году секретарь Американской ассоциации каноэ Чарльз Нейде и капитан в отставке Кэндалл прошли более 3000 миль на каноэ под парусом и на вёслах от Лейк-Джордж (штат Нью-Йорк) до порта Пенсакола (Флорида).
В 1886 году была проведена первая интернациональная регата на каноэ с парусом.
В наши дни вместо дерева используют стеклопластик или углепластик, паруса же делают из таких материалов, как полиэтилентерефталат и кевлар.
В 1991 году американец Ховард Райс, используя на каноэ, парус и вёсла, обогнул мыс Горн — место, которое многие считают своеобразным «эверестом» морских достижений.